# HK Lidköping
Handbollsklubben Lidköping, HK Lidköping,  HKL är en handbollsklubb i Lidköping. Klubben grundades 2010 och är en sammanslutning av flera olika föreningar i Lidköping. Bland annat HK Linne. Herrlaget för klubben spelar i Division 2. Detsamma gäller för damlaget.
HK Lidköpings hemmaarena är Idrottens hus.